# Alberto Bechi Luserna
Giovanni Alberto Bechi Luserna (Spoleto, 21 dicembre 1904 – Macomer, 10 settembre 1943) è stato un ufficiale e scrittore italiano.

## La famiglia
Figlio di Giulio Bechi, anch'egli ufficiale e scrittore, e di Albertina Luserna dei conti di Campiglione e Luserna, apparteneva a famiglia tosco-piemontese di tradizione militare. Un appartenente ad altro ramo della famiglia, Alessio Bechi, era stato militare napoleonico e successivamente maggiore dell'artiglieria granducale; morì in Toscana nel 1850, contrariamente a quanto riferito erroneamente da Paolo Caccia Dominioni, secondo il quale sarebbe morto nella Campagna di Russia. Un figlio del precedente, Stanislao Bechi, fu ufficiale garibaldino fucilato dai russi nel 1863 a causa della sua partecipazione all'insurrezione per l'indipendenza della Polonia.

## Biografia

### L'inizio della carriera
Bechi frequentò la Nunziatella a Napoli e l'Accademia Militare di Modena, e fu assegnato all'Arma di Cavalleria. Partecipò alle guerre coloniali in Libia e in Etiopia. Per il servizio in Cirenaica al comando di uno squadrone di Savari, ricevette due medaglie di bronzo al valor militare, nel 1929 e nel 1930; una terza ne ottenne nel 1935 in Africa Orientale, dove ebbe il comando di una banda irregolare a cavallo.
Considerato uno degli ufficiali più brillanti del Regio Esercito, destinato, nel giudizio dei superiori, «a raggiungere i più alti gradi della gerarchia», richiamò l'attenzione del ministro degli esteri Galeazzo Ciano, del cui ambiente entrò a far parte anche grazie ai legami di parentela della moglie diciannovenne, Paola dei conti Antonelli (la famiglia del famoso cardinale Giacomo Antonelli) con un ramo della famiglia Colonna. In questo periodo fu concessa l'aggiunzione del cognome Luserna, della nobile famiglia materna.
Ricevette quindi l'incarico di addetto militare a Londra, e, nel 1940, di direttore dell'Ufficio Finlandia (paese allora in guerra con l'Unione Sovietica, al quale l'Italia inviava segretamente materiale bellico) al ministero degli esteri.

### El Alamein
Alla vigilia del secondo conflitto mondiale, Alberto Bechi Luserna passò, per un breve periodo, in forza al Servizio Informazioni Militare: quando, nel 1940, venne inviato in missione segreta lungo il confine italo-francese pochi mesi prima della dichiarazione di guerra del 10 giugno, l'allora Maggiore Luserna, "una volta raggiunte le difese della Linea Maginot, si addentrò verso l'interno. E venendo in contatto diretto con i soldati d'oltralpe, e con la popolazione locale, riferì di come gli stessi temessero fortemente un allargamento del conflitto che coinvolgesse il loro Paese". Il tutto, ovviamente, corredato da fotografie, mappe, disegni, che riportavano con assoluta precisione postazioni fortificate, bunker, trincee e nidi di mitragliatrici: informazioni tanto preziose e importanti per lo sviluppo della successiva offensiva italiana ma che vennero scarsamente utilizzate. Successivamente all'entrata in guerra del Regno d'Italia, chiese il passaggio alla nuova specialità dei paracadutisti, dove, pur a confronto con uomini tutti di tempra eccezionale, emerse rapidamente come la figura forse più carismatica. Al comando del IV Battaglione Paracadutisti della Divisione "Folgore" (il battaglione più scelto, da lui formato e addestrato, dove ebbe come comandanti di compagnia Guido Visconti di Modrone e Costantino Ruspoli di Poggio Suasa) raggiunse l'Africa settentrionale il 15 luglio del 1942 ed in ottobre, come comandante interinale del 187º Reggimento paracadutisti "Folgore", condusse la difesa del settore settentrionale della divisione (tratto compreso fra la cosiddetta "Sacca minata," che separava il settore Bechi da quello del Raggruppamento Ruspoli, e le quote di Deir el Munassib) durante la battaglia di El Alamein, per cui ricevette una quarta medaglia di bronzo.
L'epigrafe posta all'ingresso del Sacrario Militare Italiano di El Alamein è tratta da uno scritto di Bechi Luserna (I ragazzi della Folgore):
Fra le sabbie non più deserte
son qui di presidio per l'eternità i ragazzi della Folgore
fior fiore di un popolo e di un Esercito in armi.
Caduti per un'idea, senza rimpianto, onorati nel ricordo dello stesso nemico,
essi additano agli italiani, nella buona e nell'avversa fortuna,
il cammino dell'onore e della gloria.
Viandante, arrestati e riverisci.
Dio degli Eserciti,
accogli gli spiriti di questi ragazzi in quell'angolo di cielo
che riserbi ai martiri ed agli Eroi.

### Nella "Nembo"
Richiamato in patria (4 novembre 1942) durante l'epica ritirata della Divisione nel deserto, Bechi, ormai tenente colonnello, assunse l'incarico di Capo di Stato Maggiore della divisione paracadutisti "Nembo".
L'8 settembre 1943 la Nembo era di stanza in Campidano, a circa quaranta chilometri da Cagliari. La notizia dell'armistizio di Cassibile fu accolta negativamente da molti paracadutisti; in particolare, il XII battaglione (comandato dal Maggiore Mario Rizzatti), insieme ad una batteria del 184º Artiglieria, decise di unirsi ai tedeschi della 90ª Divisione Panzergrenadier, che si stavano ritirando verso la Corsica. Il generale Ercole Ronco, comandante la Divisione, cercò di richiamare all'ordine il reparto, ma senza risultato; anzi, secondo la Relazione Ufficiale, fu temporaneamente posto agli arresti dagli ammutinati. Nel tentativo di indurre il battaglione, in ritirata sulla Carlo Felice, a recedere dalla scelta compiuta, il colonnello Bechi riuscì a raggiungerlo nella zona di Castigadu, alle porte di Macomer. Lì venne fermato da un posto di blocco stradale istituito al bivio di Borore da un distaccamento del reparto ammutinato agli ordini del capitano Corrado Alvino. Al culmine di un violento alterco verbale per reclamare il passaggio, il Colonnello Bechi venne ucciso, assieme ad uno dei Carabinieri della scorta, da una raffica del fucile mitragliatore a presidio del blocco, sparata dal paracadutista Cosimo, mentre si trovava ancora sulla Fiat 1100 di servizio. Il secondo carabiniere della scorta rimase ferito, e successivamente si aggregò al XII Battaglione in qualità di scritturale.
In merito alla ricostruzione dei fatti (dello scontro a fuoco in cui fu ucciso Bechi Luserna) è esaustivo quanto scritto da Mario Porrini "(...) Molti ufficiali paracadutisti, dichiaratisi contrari a Badoglio, erano stati imprigionati e Bechi Luserna aveva ricevuto l’ordine di arrestare anche Rizzatti ed Alvino. Accompagnato da tre carabinieri, era stato fermato ad un posto di blocco dove aveva avuto uno scontro verbale violentissimo con Alvino, condito di reciproche accuse di tradimento. Al culmine del litigio, Bechi Luserna aveva portato la mano alla fondina ed uno dei carabinieri di scorta aveva fatto un brusco movimento con il suo mitra. Alvino aveva bloccato il braccio di Bechi con una mano ed afferrato la canna del mitra con l’altra, scostandola verso l’alto. Era partita una raffica che lo aveva fatto cadere all’indietro. Il mitragliere del posto di blocco, pensando fosse stato colpito, aveva sparato di riflesso uccidendo Bechi Luserna. La tragica conferma alla veridicità di questa ricostruzione è data dall’assassinio del mitragliere, Benedetto Cosimo, avvenuto il 16 aprile 1944 a Roma dove era in licenza di convalescenza, rivendicato dai partigiani come vendetta contro colui che aveva ucciso il colonnello Bechi Luserna".

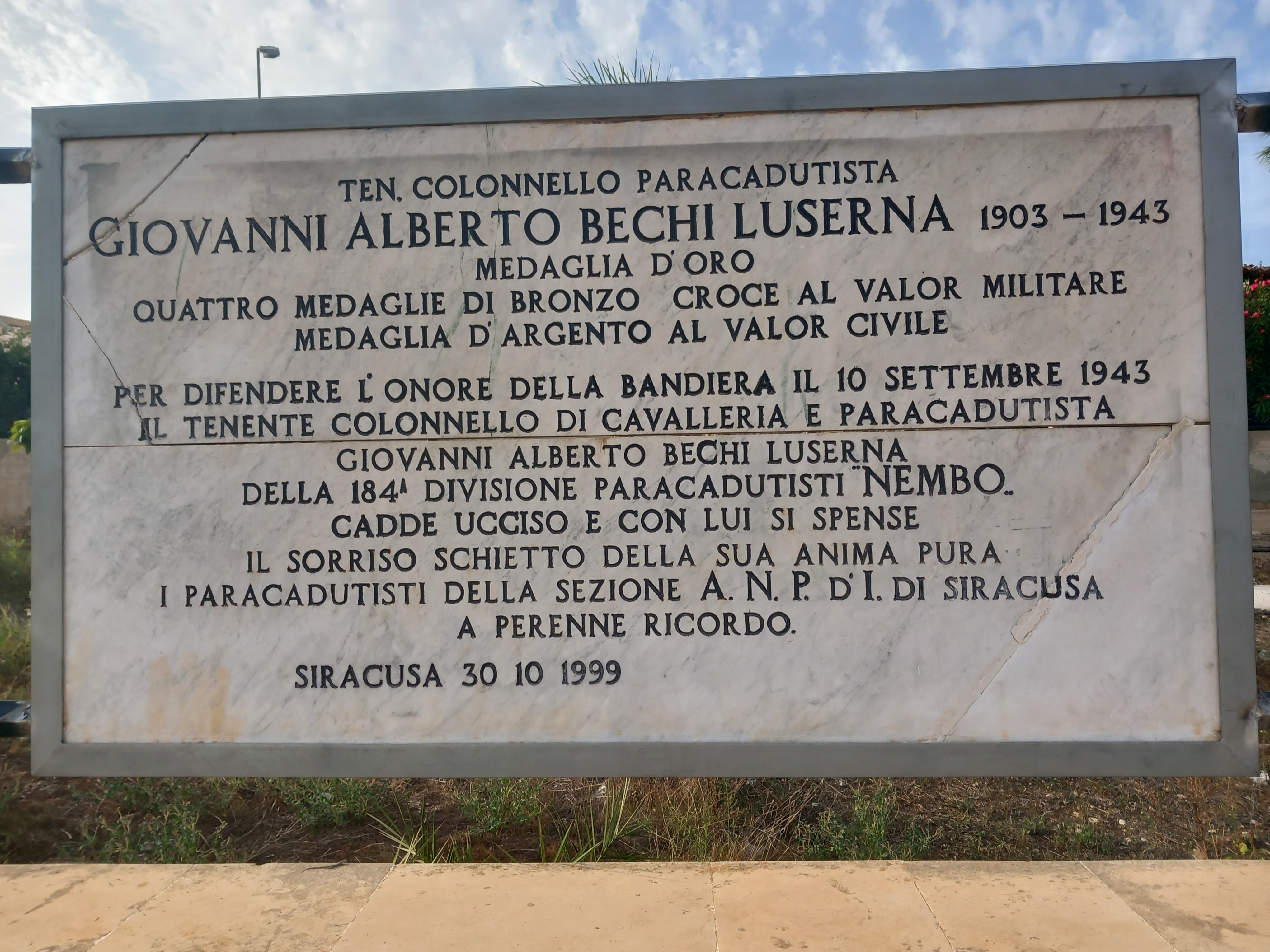
Lapide nel monumento ai caduti d'Africa a Siracusa

La salma di Bechi, chiusa in un sacco, fu caricata su un camion, e successivamente, dopo il rifiuto dei frati di un convento di farsene carico, fu  poi sepolta in mare a Santa Teresa Gallura, nelle Bocche di Bonifacio, il 10 settembre 1943. Nel punto in cui fu gettata la salma, il capitano Mainetto Sergio presi accordi con il parroco e l'Amministrazione di Santa Teresa Gallura, fece erigere una croce in granito che riporta la dedica “Ten. Col. Alberto Bechi Luserna Capo di S.M. Div. Nembo. Al più grande ragazzo per cuore e sentimento i paracadutisti della Nembo dedicano”. 
Anche a Macomer è stato posto, sul luogo dell'omicidio,  un cippo costituito da un semplice monumento circondato da quattro proiettili di cannone e  riporta  la  dedica  “Qui,  per  obbedire  alle  leggi della Patria, per l’onore della Nembo, cadde il ten. colonnello Alberto Bechi”. Inoltre, un busto lapideo a grandezza naturale del tenente colonnello Bechi Luserna, venne donato dal Lions  Club cittadino al 5º Reggimento genio guastatori, di stanza proprio nella caserma intitolata all'ufficiale, eroe della seconda Guerra mondiale.  
L’Associazione Nazionale Paracadutisti d'Italia (Sezione Provinciale di Siracusa) il 30 ottobre 1999 ha  voluto  ricordare il Ten. Col. Bechi Luserna con una lapide commemorativa inserita nel monumento ai caduti d’Africa a Siracusa.
Qualche tempo dopo, lo stesso Cosimo riportava alla vedova Paola dei conti Antonelli il portafoglio e l'orologio.
Bechi fu decorato con la medaglia d'oro al valor militare alla memoria. Per la sua morte, dopo la guerra fu processato e ritenuto responsabile il capitano Alvino.

## Lo scrittore
Come già il padre, Bechi svolse anche una notevole attività letteraria, con una nutrita serie di scritti giornalistici apparsi poi in tre successivi volumi: Noi e loro, Britannia in armi e infine I ragazzi della Folgore, nel quale narrò le vicende della divisione nella battaglia di El Alamein.
Quest'ultimo libro, composto dal diario e da una serie di articoli raccolti in volume nel dopoguerra a cura di Paolo Caccia Dominioni, a cui è allegato il diario di guerra del XXXI battaglione guastatori che al comando del maggiore Paolo Caccia Dominioni di Sillavengo si batté al fianco dei paracadutisti fino ad el Alamein, costituisce la principale fonte della leggenda della Folgore a El Alamein.
Bechi fu l'ideatore, nel 1943, del "Foglio di campo dei Paracadutisti d'Italia", testata che visse, sotto la direzione della M.O.V.M.  Ten. Col. Giuseppe Izzo che già gli era subentrato come Capo di S. M. della Nembo, fino al 1946 e che recentemente è stata ripresa dalla rivista dell'ANPDI "Folgore", la quale si considera sua continuazione e dichiara Bechi suo fondatore.
Bechi disegnò anche un fregio per la Folgore destinato al calendario 1942 del IV battaglione.
Come il padre usava firmarsi Miles, così il figlio si firmava talvolta Eques.

## Onori e genealogie
Ad Alberto Bechi Luserna è intitolata la caserma di Macomer che ha ospitato il 45º Reggimento Fanteria "Reggio" ed attualmente il 5º Reggimento Genio Guastatori. Un'altra caserma porta il suo nome a Pisa (sede del Reggimento Logistico Folgore).
Dalla moglie Paola, sposata nel 1937, ebbe una figlia, Antonella, poi adottata dal secondo marito della madre, l'industriale Enrico Piaggio, e conosciuta da allora come Antonella Bechi Piaggio. Dal matrimonio con Umberto Agnelli Antonella ebbe un figlio, Giovanni Alberto Agnelli, carabiniere paracadutista nel Battaglione Tuscania, morto a 33 anni nel 1997, mentre si accingeva ad assumere la direzione del gruppo Fiat. Dal secondo matrimonio Antonella ha avuto una figlia, Chiara Visconti di Modrone, ora Pervanas.

## Opere
- Noi e loro. Cronache di un soldato vagabondo, 1941
- Britannia in armi: cronache di pace e di guerra, Edizioni Luigi Alfieri, 1941
- La falsa democrazia della Gran Bretagna, 1941
- I ragazzi della Folgore (a cura di Paolo Caccia Dominioni), Edizioni Luigi Alfieri, 1943 - L'opera era stampata e pronta per la distribuzione nel 1943, ma una bomba nemica distrusse i locali dell'editore; l'opera fu ricostruita postuma, ma nuovamente tutto andò distrutto a causa di un bombardamento[3].